# Molinicos
Molinicos je obec v jihovýchodním Španělsku v provincii Albacete, v autonomním společenství Kastilie-La Mancha. Nachází se 321 km jihovýchodně od Madridu. Žije zde 785 obyvatel.

## Galerie

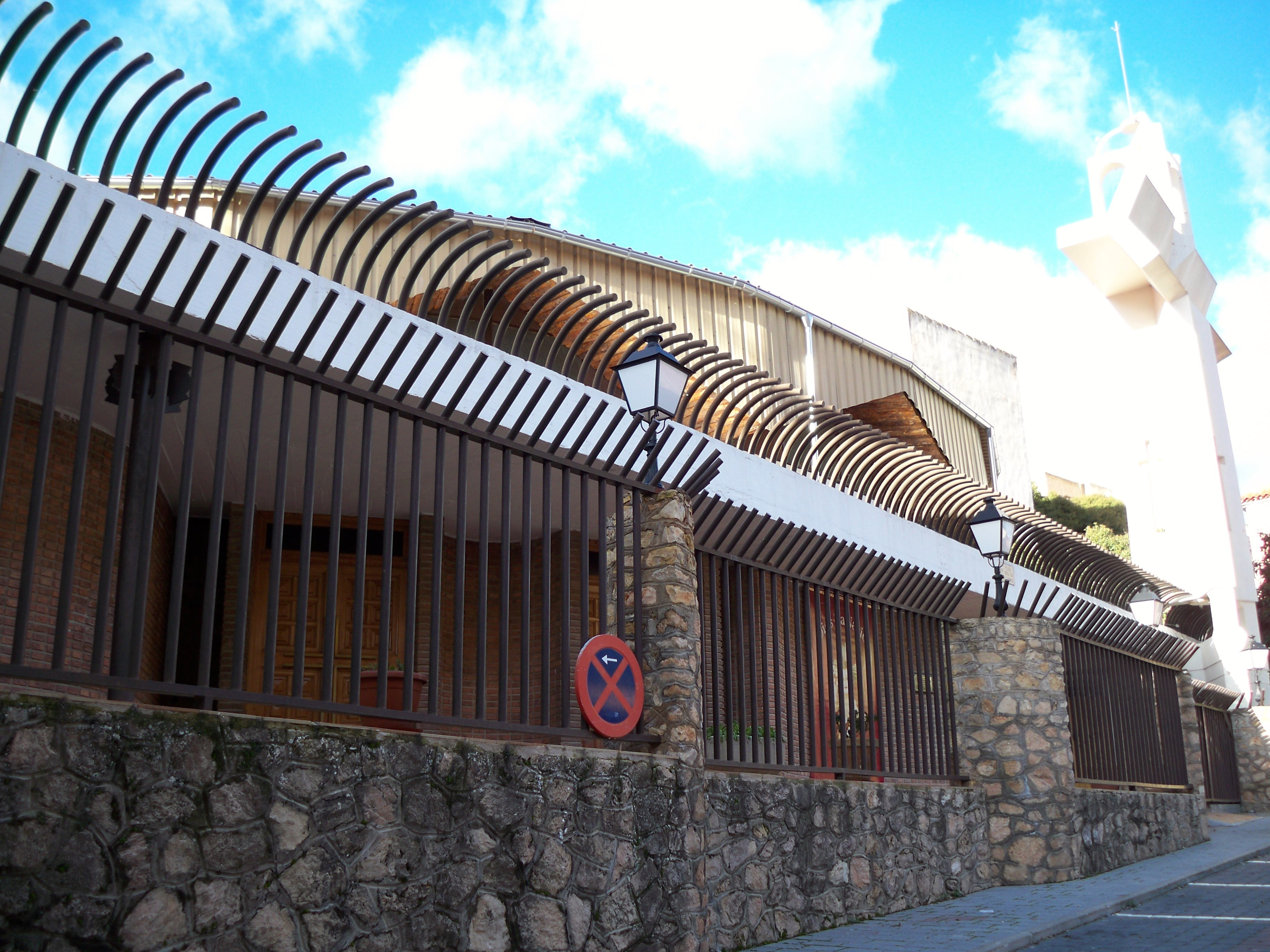
Kostel v Molinicos
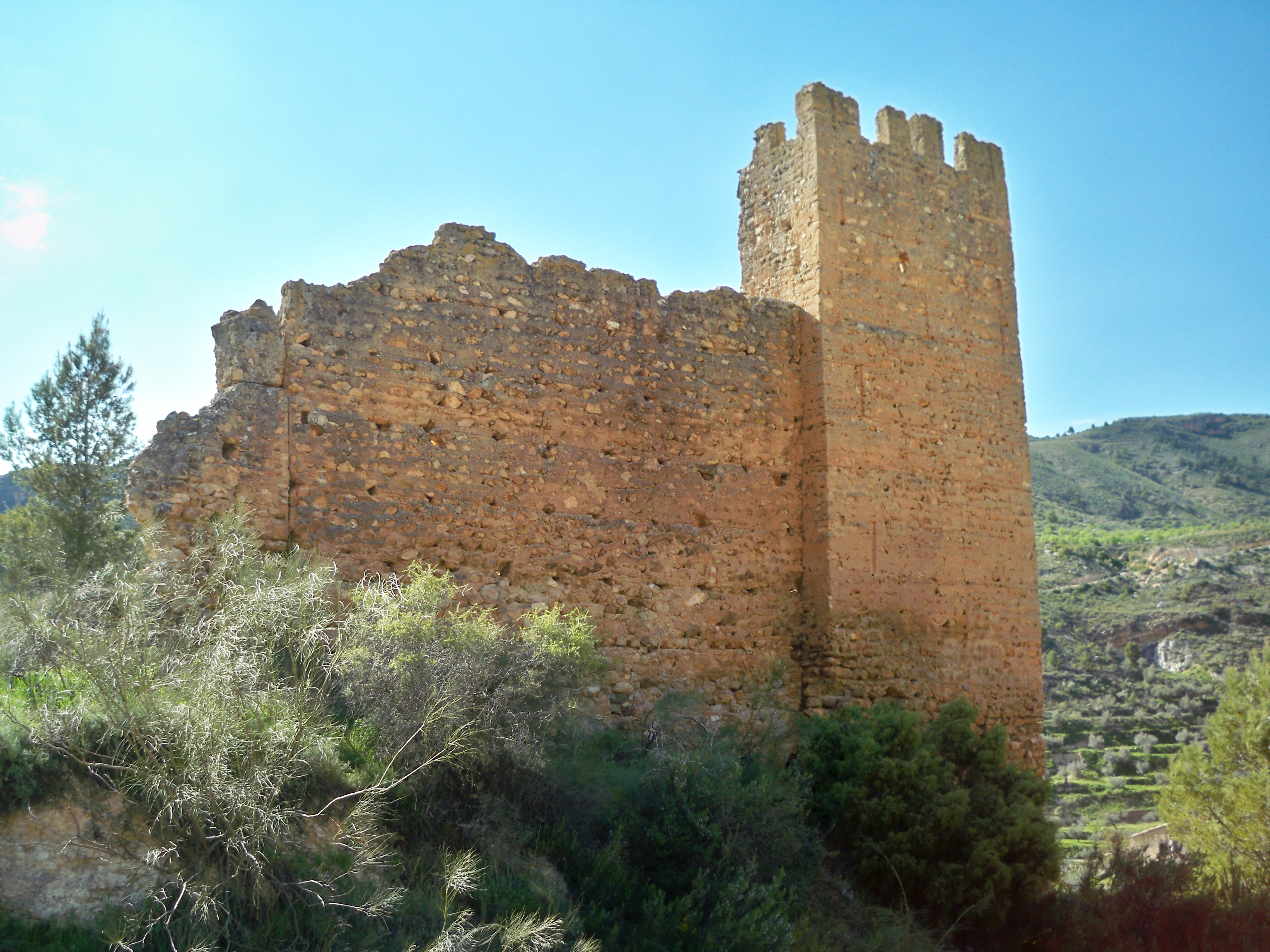
Zámek Molinicos